# Standing Liberty quarter
Le Standing Liberty quarter est un quarter – une pièce de 25 cents, soit 0,25 dollar américains – frappé par l'United States Mint de 1916 à 1930, sous trois séries : 1916, 1917 et 1924. Il fait suite au Barber quarter qui avait été frappé depuis 1892. Avec la déesse de la Liberté d'un côté et un aigle en vol sur l'autre, la pièce a été conçue par le sculpteur Hermon Atkins MacNeil.

## Histoire
Sur la première version de la pièce (1916 et début 1917), la moitié de la poitrine de la déesse de la Liberté était dénudée.